# بتاناتانانا
بتاناتانانا (به لاتین: Betanatanana) یک منطقهٔ مسکونی در ماداگاسکار است که در ماینتریناوو (بخش) واقع شده‌است.
 بتاناتانانا  ۷٬۰۰۰ نفر جمعیت دارد و ۳۵ متر بالاتر از سطح دریا واقع شده‌است.